# Orçada
Na vela orçar corresponde a aproximar a proa da linha (direcção) do vento, e é o oposto de arribar.
Ver  explicação, com esquemas, de orçar e arribar em mareação

## Partir para a orça
Em certos casos especiais esta manobra pode ser involuntária e neste caso é invariavelmente ocasionada por uma rajada de vento, circunstância em que se fala de partir para a orça ou que o barco fez uma orçadela. Isso acontece quando o barco inopinadamente orça, parte em direcção à linha do vento.
A primeira acção é tentar compensar com o leme, mas deixar partir (folgar) a vela grande (VG) vai permitir ao genoa de o substituir, quer dizer afastando o barco do leito do vento (arribar), pois que a pressão do orçar é imediatamente eliminada quando se folga a VG.   Esta  situação é mais corrente com   vento forte  de través a 3/4.